# 益友电台
益友電臺是一個有著悠久歷史的基督教福音中文电台，於1974年1月開始。广播语言为普通话，內容主要是向中國大陸廣播福音信息和教導圣經真理。

## 頻道
- 益友一台
- 益友二台

## 普通话广播播出频率

### 益友一台
| 播音時間    | 播音频率   |
| 19:30-20:30 | AM 1566kHz |
| 21:45-00:00 | AM 1566kHz |

### 益友二台
自2013年已經沒有廣播
- 益友一台除了漢語的其他播音时段参见济州远东广播。
- 益友二台在其他播音时段参见韩国首都圈远东广播。

## 发射台
益友电台第一台1566千赫发射台在韩国济州岛，共有6部发射机，单机发射功率250千瓦，白天主要覆盖韩国南部沿海、济州岛、日本九州岛部分地区以及中国东部的山东、江苏沿海地区，夜间因大气电波反射，可覆盖到中国东北三省至福建一带，台湾北部、日本琉球列岛亦可收到，甚至在广东也有人接收到该台的节目，但信号微弱，几乎无法收听，另外在日本的四个大岛（本州岛、北海道、四国岛、九州岛）和俄罗斯远东地区在夜间也可以接收到1566千赫益友一台的节目。益友电台第二台1188千赫单机发射功率100千瓦，在韩国首都首尔发射，白天主要覆盖韩国首都首尔、京畿道、江原道及朝鲜的大部分地区，中国的山东、河北、天津、辽宁沿海亦可收到，夜间随着电波反射，可以覆盖到中国的山西、北京、天津、河北、河南、山东、江苏、上海、辽宁、吉林、黑龙江一带，朝鲜半岛全境及俄国远东地区、日本的大部分地区。

## 节目制作基地
益友电台在香港、台湾台北市、美国和加拿大都设有节目制作基地，各节目制作基地均有录音室和后期母带处理室，录音完成后，通过母带处理，然后将节目录音带播放，通过微波传送到益友电台在韩国济州岛的发射台使用中波向中国大陆、台湾、韩国、日本、东南亚及俄国远东地区播出。

## 关联项目
- 远东广播公司
- 良友电台

## 外部連結
- 良友电台官网 （页面存档备份，存于）
- 良友电台節目時間表 （页面存档备份，存于）